# Hans Hotter
Hans Hotter (19 de janeiro de 1909 - 6 de dezembro de 2003) foi um baixo-barítono alemão, admirado internacionalmente depois da Segunda Guerra Mundial pelo poder, beleza e inteligencia de sua voz, especialmente nas óperas de Wagner.
Hotter nasceu em Offenbach am Main. Ele estudou com Matthäus Roemer em Munique. Hotter trabalhou como organista e maestro do coro antes de fazer sua estréia operística em Opava em 1930. Ele apresentou-se na Alemanha e na Áustria sob o Regime Nazista. Fez sua estréia no Covent Garden em 1947. Depois desse período, cantou em todas as grandes casas de óperas da Europa. Fez a sua estréia no Metropolitan Opera como o papel títular Der fliegende Holländer (O Holandês Voador) em 1950. Em quatro temporadas no Met, apresentou-se trinta e cinco vezes em treze papéis diferentes, quase todas óperas Wagnerianas.
Provavelmente, o seu melhor desempenho vocal com a obra Der Ring des Nibelungen. Cantou no Festival de Bayreuth e também no Covent Garden entre 1961 até 1964. Embora muito famoso em obras alemãs, também realiza muitas interpretações das obras de Verdi. Era um ótimo cantor de Lieder. 
Retirou-se dos palcos em 1972, mas fez ocasionalmente, aparições em pequenos papéis.